# توني بنجامين
توني بنجامين (بالإنجليزية: Tony Benjamin)‏ هو لاعب كرة قدم أمريكية أمريكي، ولد في 27 أكتوبر 1955 في مونيسين في الولايات المتحدة.

## وصلات خارجية
- توني بنجامين على موقع مرجع كرة القدم المحترفة.كوم (الإنجليزية)